# Medizinprodukteberater
Der Medizinprodukteberater ist eine dem Pharmaberater (§ 75 AMG) nachgebildete nationale rechtliche Besonderheit (nur) in Deutschland und in Österreich (§ 43 Ö-MPG). Das europäische Medizinprodukterecht sah diese Funktion nicht vor.
Er informiert „Fachkreise“, d. h. Angehörige der Heilberufe, des Heilgewerbes und von Gesundheitseinrichtungen über Medizinprodukte und weist diese in die sachgerechte Handhabung von aktiven Medizinprodukten nach der Anlage 1 MPBetreibV ein (§ 10 Absatz 1 Nr. 2 MPBetreibV). 
Die Einweisungen im Übrigen regelt § 4 Absatz 3 MPBetreibV. Wer diese durchführt, ist rechtlich nicht geregelt.
Die Qualifikation des Medizinprodukteberaters muss in regelmäßigen Abständen, in der Regel jährlich, durch Schulungen nachgewiesen und dokumentiert werden.

## Rechtliche Rahmenbedingungen
Das Aufgabengebiet sowie die erforderliche Qualifikation sind in § 83 des MPDG geregelt. Danach müssen vorliegen:
- eine Ausbildung in einem naturwissenschaftlichen, medizinischen, technischen oder IT-kaufmännischen Beruf erfolgreich abgeschlossen hat und auf die jeweiligen Medizinprodukte bezogen geschult worden ist oder
- durch eine mindestens einjährige Tätigkeit, die in begründeten Fällen auch kürzer sein kann, Erfahrungen in der Information über die jeweiligen Medizinprodukte und, soweit erforderlich, in der Einweisung in deren Handhabung.

Darüber muss der Medizinprodukteberater
- Kenntnis über seine gesetzlichen Aufgaben und Pflichten verfügen (Pflichtverletzungen des Medizinprodukteberaters werden mit Bußgeld bis zu 30.000 Euro geahndet) und
- sich auf dem neuesten Erkenntnisstand über die jeweiligen Medizinprodukte halten, über die er informiert oder in deren Handhabung er einweist.

§ 82 MPDG schreibt vor, dass derjenige, der berufsmäßig Fachkreise fachlich über Medizinprodukte informiert oder in die sachgerechte Handhabung einweist, den zuständigen Behörden auf Verlangen seine Sachkenntnis nachzuweisen hat.

## Ausbildung und Berufsbilder
Ein gesetzliches Berufsbild zum Medizinprodukteberater nebst gesetzlichen Prüfkriterien besteht nicht. Wer nicht über eine anerkannte Ausbildung verfügt, kann einen entsprechenden Lehrgang bei den einschlägigen Branchenverbänden (BVMed, Spectaris etc.), den benannten Stellen (TÜV, Dekra etc.) oder bspw. bei privaten Akademien analog dem Pharmareferenten absolvieren.
Eine gesetzliche Notwendigkeit ist diese Qualifikation für Bereiche wie den technischen und vertrieblichen Außendienst oder Produktspezialisten im Innendienst und ähnliche Berufsbilder, die mit der Weitergabe von Wissen über medizinisch-technische Produkte befasst sind. Je nach Technik und medizinischem Anwendungsbereich sind weitere Qualifikationen erforderlich.
Eine konstante Weiterbildung zum Erhalt des Wissens auf aktuellem Stand ist nicht nur aus Haftungsgründen relevant. Im Rahmen des Audits für die ISO 13485 wird eine Konformität zum MPG etc. überprüft und kann somit zu einem Verlust der Marktfähigkeit führen, wenn die Dokumentation unzureichend ist.